# Matija Kvasina
Matija Kvasina (Nova Gradiška, 4 december 1981) is een Kroatisch wielrenner.
In 2016 nam Kvasina deel aan de wegwedstrijd op de Olympische Spelen in Rio de Janeiro, maar reed deze niet uit.
In de door Kvasina in 2017 gewonnen Flèche du Sud is de Kroaat twee keer betrapt op het middel Molidustat, een soort van peptide-groeihormoon. Dit werd bekendgemaakt op 3 juli 2017 tijdens zijn deelname aan de Ronde van Oostenrijk. In december werd hij, met terugwerkende kracht, door de UCI voor vier jaar geschorst en hij raakte zowel zijn eindzege in de Flèche du Sud als zijn nationale tijdrittitel kwijt. Op het moment van zijn schorsing reed de Kroaat voor Team Felbermayr Simplon Wels.

## Belangrijkste overwinningen
2003
4e etappe deel A Ronde van Hongarije
2004
 Kroatisch kampioen tijdrijden, Elite
2005
2e etappe Ronde van Servië
Eindklassement Ronde van Servië
 Kroatisch kampioen op de weg, Elite
2006
11e etappe deel A Ronde van Cuba
 Kroatisch kampioen tijdrijden, Elite
2007
 Kroatisch kampioen tijdrijden, Elite
2e etappe Koers van de Olympische Solidariteit
Belgrado-Čačak
2008
 Kroatisch kampioen tijdrijden, Elite
Eindklassement Ronde van Servië
2010
 Kroatisch kampioen tijdrijden, Elite
2011
Belgrado-Banja Luka II
Central European Tour Miskolc GP
2012
5e etappe Ronde van Roemenië
Eindklassement Ronde van Roemenië
3e en 4e etappe deel A Ronde van Szeklerland
2013
3e etappe Ronde van Zuid-Bohemen
2014
Bergklassement Circuit des Ardennes
Eindklassement Ronde van Rhône-Alpes Isère
2015
 Kroatisch kampioen tijdrijden, Elite
2016
Eindklassement Ronde van Kroatië
 Kroatisch kampioen tijdrijden, Elite
2017
Eindklassement Flèche du Sud
 Kroatisch kampioen tijdrijden, Elite

## Resultaten in voornaamste wedstrijden
| Jaar |  | WK op de weg |
| ---- |  | ------------ |
| 2005 |  | 37e          |
| 2006 |  | 27e          |
| 2007 |  | 58e          |
| 2008 |  | opgave       |
| 2009 |  | opgave       |
| 2010 |  | 28e          |
| 2011 |  | 34e          |
| 2012 |  |              |
| 2013 |  | 30e          |
| 2014 |  | opgave       |

## Ploegen
- 2004 –  Perutnina Ptuj
- 2005 –  Perutnina Ptuj
- 2006 –  Perutnina Ptuj
- 2007 –  Perutnina Ptuj
- 2008 –  Perutnina Ptuj
- 2009 –  Amica Chips-Knauf (tot 2-8)
- 2009 –  Loborika (vanaf 3-8)
- 2010 –  Zheroquadro Radenska
- 2011 –  Loborika-Favorit Team
- 2012 –  Loborika-Favorit Team (tot 31-5)
- 2012 –  Tusnad Cycling Team (vanaf 1-6)
- 2013 –  Team Gourmetfein Simplon
- 2014 –  Team Gourmetfein Simplon Wels
- 2015 –  Team Felbermayr Simplon Wels
- 2016 –  Synergy Baku Cycling Project
- 2017 –  Team Felbermayr Simplon Wels

Biedermann · Gogl · Golčer · Großschartner · Grünwalder · Huber · Illenberger · Krizek · Kvasina · Marin · Mühlberger · Rabitsch · Schinnagel · Schöffmann · Zeller
Asanov · Averin · Cəbrayılov · İlyasov · Əlizadə · Əsədov · Kvasina · Qəhrəmanlı · Məmmədov · Mugerli · Pozdnijakov · Rumac · Soeroetkovytsj · Tamouridis